# Округ Звољен
Округ Звољен (слч. Okres Zvolen) округ је у Банскобистричком крају, у Словачкој Републици. Административно средиште округа је град Звољен.

## Географија
Налази се у централном дијелу Банскобистричког краја.
Граничи:
- на сјеверу је Округ Банска Бистрица,
- источно Округ Дјетва,
- западно Округ Жјар на Хрону и Округ Банска Штјавњица,
- јужно Округ Крупина и Округ Вељки Кртиш.

Клима је умјерено континентална.

## Становништво
| Година:    | 1994.  | 2004.   | 2014.   | 2024.   |
| ---------- | ------ | ------- | ------- | ------- |
| Број људи: | 67 753 | 67 678  | 69 009  | 65 370  |
| Разлика:   |        | -0,11 % | +1,96 % | -5,27 % |

| Година:    | 2023.  | 2024.   |
| ---------- | ------ | ------- |
| Број људи: | 65 578 | 65 370  |
| Разлика:   |        | -0,31 % |

Према подацима о броју становника из 2011. године округ је имао 69.100 становника. Словаци чине 86,19% становништва.
| Етнички састав (2011)‍ | Етнички састав (2011)‍ | Етнички састав (2011)‍ | Етнички састав (2011)‍ | Етнички састав (2011)‍ |
| --------------------- | --------------------- | --------------------- | --------------------- | --------------------- |
|                       |                       |                       |                       |                       |
| Словаци               | Словаци               |                       | 0                     | 86,19%                |
| Роми                  | Роми                  |                       | 0                     | 1,01%                 |
| Чеси                  | Чеси                  |                       | 0                     | 0,68%                 |
| остали, непознато     | остали, непознато     |                       | 0                     | 12,12%                |

## Насеља
У округу се налази два града и 24 насељена мјеста. Градови су Звољен и Сљач.